# Ahmadabad (Qazvin)
Ahmadabad (persiano احمد آباد) è una città dell'Iran, sita 10 km a S di Abyek, nella provincia di Qazvin (Qazwin), tra Karaj e Qazvin.
È chiamata anche "Ahmadābād-e Kāshāni" o anche "Ahmadābād-e Mossadegh", in riferimento al fatto che fu a questa città che Mohammad Mossadeq (ritratto in fotografia) venne assegnato in residenza obbligata e che in essa infine morì.